# Lasioglossum dasygaster
Lasioglossum dasygaster är en biart som först beskrevs av Joseph Vachal 1894.  Lasioglossum dasygaster ingår i släktet smalbin, och familjen vägbin. Inga underarter finns listade i Catalogue of Life.